# Le Malheur indifférent
Le Malheur indifférent (Wunschloses Unglück) est un roman autrichien en langue allemande de Peter Handke, publié en 1972.